# مسجد برخ (شهرستان قشم)
مسجد بَرُخ یا مسجد شیخ برخ یکی از مساجد تاریخی در روستای کوشه جزیره قشم است و از نقاط دیدنی استان هرمزگان در جنوب ایران محسوب می‌شود. این مسجد به شماره ۲۲۰۳ در ردیف آثار ملی به ثبت رسیده‌است.

## تاریخچه
مسجد شیخ بَرُخ اولین مسجدی است که در حدود سال ۲۴۴ هجری قمری در جزیره قشم ساخته شده و قدمت آن به اوایل قرن دوم هجری قمری می‌رسد و توسط همت زاهدی به‌نام خواجه برخ یا پیر تم ساخته شده‌است.
ساختمان اولیه این مسجد، احتمالاً در سال‌های اولیه اسلامی در خلال فتح جزایر و بنادر ایران به فرمان عمرو بن عاص در روستای کوشه قشم بنا شده‌است.

## تخریب و بازسازی
سال ۷۳۶ هجری قمری این مسجد بر اثر زلزله تخریب شد و پس از چندی در سال ۷۳۷ هجری قمری توسط سلطان فتح‌الله نوادهٔ سلطان محمود غزنوی که احتمالاً یکی از پادشاهان هرمز یا لارستان بوده، تجدیدبنا شده‌است.
همچنین دربارهٔ مسجد شیخ برخ نقل شده که می‌گویند در اثر زلزله‌ای ویرانگر اکثر بناها از جمله عبادتگاه زاهد مشهور شیخ برخ با خاک یکسان شدند. بعدها کشتی‌بانی که از آفریقا آمده بود در دریا دچار طوفان می‌شود و پیش خود نذر می‌کند که اگر جان سالم به در ببرد، مسجد شیخ برخ را بازسازی کند. طوفان کشتی او را نزدیک روستا به گل می‌نشاند و او از چوب‌های دکل کشتی، مسجد را بازسازی می‌کند و بر ورودی آن به خط نسج خام نام شیخ و تاریخ تجدید بنا را حک می‌کند.
چهارشنبه ۲۰ شهریور ۸۷ در اثر زلزله در قشم، بخشی از ستون‌های قدیمی مسجد و طاق دیواره‌های ورودی این مسجد ۱۲۰۰ ساله آسیب دید و میزان ترک‌های وارد شده به آن به اندازه‌ای بود که احتمال داده می‌شد با زلزله دیگری فرو بریزد.

## معماری و محوطه
در محوطه اطراف مسجد، گورستانی وسیع و نخلستان‌های متعددی جلب توجه می‌کند. در کنار مسجد، یک برکه دراز به صورت شمالی و جنوبی وجود دارد تا سال ۱۳۰۰ هجری قمری این مسجد در مرکز روستا قرار داشت و به عنوان مسجد جامع از آن استفاده می‌شد.
محراب مسجد در قسمت شمالی واقع شده و در بالای محراب آثار قابی از گچ دیده می‌شود که در حدود ۱ متر ارتفاع و ۵/۱ متر طول دارد. در حال حاضر فقط یکی از اضلاع این قاب بر روی دیوار باقی مانده‌است و سه ضلع دیگر آن فرو ریخته‌است ولی هنوز آثار آن پابرجاست.
در این مسجد کتیبه‌ای چوبی وجود داشته که تاریخ بنا، انهدام و تعمیر مسجد بر روی آن قید شده بود. این لوح به تهران منتقل شده و در موزه ملی ایران نگهداری می‌شود
در جوار مسجد شیخ برخ، زیارتگاه شیخ برخ با گنبد ویژه هشت گوش قرار دارد. سنگ گورهای بسیار کهن از سده‌های اول هجری در گورستان مجاور شیخ برخ وجود دارد.
این بقعه از سنگ لاشه و ملاط و اندود ساروج و گچ بنا شده‌است. درون آن از نظر تزئینات بدنه‌ها به صورت طاق نماسازی و سپس بخش بلند زیر پاکار گنبد آن که به سه دوره تقسیم می‌شود، شباهت بسیاری به تزئینات و طاق نماسازی‌های ساده و کولی در بقعه بی‌بی مریم قشم دارد. از آنجا که سقف مسجد از چوب است، اهالی روستا معتقدند که لنچ وارونه ای سقف مسجد شده‌است.